# Cristina Comencini
Cristina Comencini (n. 8 mai 1956, Roma, Italia) este o regizoare și scenaristă italiană.

## Biografie
Născută la Roma în 1956, este fiica regizorului Luigi Comencini⁠(d). În 1978 a absolvit facultatea de economie și comerț la Universitatea Sapienza din Roma, avându-l ca îndrumător pe Mario Tiberi⁠(d), după ce a urmat cursurile lui Federico Caffè⁠(d), dar de fapt a fost atrasă de lumea spectacolului, în care tatăl său o introdusese încă de când era foarte tânără. 

## Carieră
Și-a făcut debutul regizoral în 1988 cu filmul Zoo⁠(d) și Amuzamentele din viața privată (1990). Filmul Inima bestiei⁠(d) din 2005, bazat pe propriul roman La bestia nel cuore, a fost nominalizat la Premiul Oscar pentru cel mai bun film într-o limbă străină. 

## Viață personală
Este căsătorită cu jurnalistul și scriitorul Fabio Calenda⁠(d), cu care l-a avut pe fiul ei Carlo Calenda, politician și fiica Giulia Calenda⁠(d), scenaristă.

## Filmografie
- 1989: Zoo
- 1992: Amuzamentele din viața privată
- 1993: La fine è nota
- 1996: Va' dove ti porta il cuore
- 1998: Matrimoni
- 2000: Liberate i pesci
- 2002: Cea mai bună zi din viața mea
- 2005: La mia mano destra
- 2005: Inima bestiei
- 2008: Alb și negru
- 2009: Due partite
- 2011: When the Night
- 2015: Latin Lover
- 2016: Something new
- 2018: Sex Story
- 2019: To Return
- 2024: Copilul din tren